# Avguštin Kažotić
Avguštin Kažotič, tudi Avguštin Trogirski (hrvaško Augustin Kažotić; italijansko Agostino di Traù; Agostino Casotti), hrvaški oziroma italijanski duhovnik, redovnik dominikanec in katoliški škof ter blaženec, * 1260, Trogir (Ogrska, sedaj Hrvaška), † 3. avgust 1323 Lucera (Neapeljsko kraljestvo, sedaj Italija)

## Življenjepis

### Mladost
Avguštin se je rodil v ugledni italijanski plemiški družini v Trogirju, ki je bila rodom iz Benetk in je dala več uglednih oseb Cerkvi in družbi. 
Kot 15-leten fant je vstopil v red pridigarjev (Ordo predicatorum - oznaka OP), ki ga po ustanovniku imenujemo tudi dominikanci. Nekaj let je deloval v Splitu; 1286 so ga predstojniki poslali v Pariz, da bi izpopolnil na slavni Sorboni svoje že temeljito in obsežno znanje. Ob vrnitvi je odšel poln gorečnosti na misijonsko potovanje v Bosno, da bi se bojeval z besedo, pisanjem in zglednim dobrodelnim krščanskim življenjem zoper bogumilsko herezijo. Sklenil je prisrčno prijatelsjtvo z bivšim magistrom reda in apostolskim legatom na Ogrskem Nikolajem Boccasinijem, prihodnjim papežem Benediktom XI.. 
Bil je tudi sodobnik kratko vladajočega papeža blaženega Celestina V, ki je bil izvoljen 25. julija in posvečen 29. avgusta, a kmalu nato »odpoklican« ter se “prostovoljno” odpovedal - že 13. decembra 1294. Kot že njegovo papeško ime pomeni – “Celestin – Nebeški” – je imel idealne nebeške predstave o zemeljskih zadevah – in ga je ljudstvo pričakalo kot obljubljenega rešitelja iz srednjeveških napak posvetnosti »in capite et in membris« (»v glavi in udih«); živel pa je v svojem svetu in ni opazil, da Cerkev živi tudi na zemlji in da so nekatere odlične ideje v stvarnosti neuresničljive. Nekateri najvplivnejši kardinali so imeli tudi gospodarsko moč, ki se ji niso hoteli odpovedati. Takratna usmerjenost večine cerkvenih veljakov je bila usmerjenost, ki je ustrezala politiki, ki so jo zasledovali francoski kralji Anžujci.